# 混乱弓背蚁
混乱弓背蚁（学名：Camponotus confusus）是一种大型的弓背蚁， 分布于澳大利亚和新几内亚。